# Desmodium subsessile
Desmodium subsessile är en ärtväxtart som beskrevs av Diederich Franz Leonhard von Schlechtendal. Desmodium subsessile ingår i släktet Desmodium och familjen ärtväxter. Inga underarter finns listade i Catalogue of Life.